# ウラジミール・グルビッチ
ウラジミール・グルビッチ（セルビア語: Владимир Грбић、1970年12月14日 - ）は、セルビアの元男子バレーボール選手。元セルビア・モンテネグロ代表。

## 来歴
ズレニャニン出身。父ミロシュは1975年欧州選手権・銅メダリストの元ナショナルチーム代表のバレーボール選手。厳格な父の指導のもと、弟ニコラ・グルビッチと共にバレーを学ぶ。1990年にユーゴスラビアリーグ（現在クロアチアリーグ）のムラドスト・ザグレブに入団、2シーズンプレーした後、1992年、国内の内戦を避けてイタリアへ渡り、セリエAのパドヴァへ移籍した。
1996年、クーネオ在籍時に主要なクラブチームの大会を制し、ユーゴスラビア代表として出場した、アトランタオリンピックで銅メダルを獲得、2000年、ローマ在籍時にはスクデット獲得と、シドニーオリンピックで金メダル獲得に貢献し、同年欧州バレーボール連盟の最優秀選手に選ばれた。翌2001年欧州選手権では初優勝を飾った。
2001-2002シーズンは、オリンピックチャンピオンのエースとして、Vリーグの堺ブレイザーズでプレーしたが、膝の故障により期待されたほどの活躍ができぬままシーズンを終えた。セルビア・モンテネグロ代表で出場した2004年アテネオリンピック後に代表引退を表明、2006年ワールドリーグで再び代表候補となり、同年世界選手権の出場を最後にナショナルチーム代表から退いた。
本来は高い打点から放つ破壊力溢れるスパイクと、強烈なジャンプサーブを武器としていたが、2001年の膝の手術以降、ジャンプ力が低下してからは、積極的にフェイントやフローターサーブなどを取り入れ、軟硬と緩急を織り交ぜたベテランらしい上手さ、器用さを持ち味としたプレーを見せた。また攻撃面だけでなく、守備面の要としても活躍した。

## 人物・エピソード
- 明るく気さくな人柄であるが、試合中プレーに熱中するあまり、激情に駆られて気性の荒さを露呈することが珍しくなかった。しかし彼の凄まじい気迫と貪欲なまでの勝利への執念は、長年に渡ってチームの精神的な支えとなった。
- シドニーオリンピック決勝では、ロシアから2セットを先取、金メダルに王手をかけた第3セットで、ロシア代表オポジットのロマン・ヤコブレフの強烈なジャンプサーブに弾かれたボールをカメラ席へ飛び込んでレシーブし、その数秒後にはコートへ戻り、ヤコブレフのバックアタックをブロックでシャットアウトするというスーパープレーを見せた。
- 金メダル獲得後、弟ニコラと涙で抱き合って喜びを分かち合ったが、その後、嬉しさ余ってユニフォームを脱ぎ捨て、下着一枚の姿になり、祖国の国旗を裸体に巻きつけるというパフォーマンスを披露した[2][3]。彼はのちに、「ユーゴスラビアではサッカーは一流だが、バレーは二流のスポーツ[4]。だから一番にならなければ国民は認めてくれない。（シドニーとの時差で）早朝から決勝戦を見てくれている祖国の国民の為にも、我々は絶対に金メダルを獲得しなければならなかった」と語った。
- 2002年世界選手権予選第一ラウンドでユーゴスラビアと日本が対戦した際、解説者の中田久美に、「お兄さんに関しては（Vリーグでの）データがバッチリあるし、一時期より力が落ちているから、日本はカモにできる」と不名誉なことを言われていた。しかし結果はユーゴスラビアが3-0で日本にストレート勝ちした。
- 妻サラはヨーロッパの大会で3位入賞経験のある元空手選手。周りからは恐妻と評されるが、実際は非常に仲の良いおしどり夫婦である。娘が2人いる。
- 20代の頃、一ヶ月100円の極貧生活を体験したことがある[5]。

## 球歴
ナショナルチーム代表歴
- オリンピック - 1996年（銅メダル）、2000年（金メダル）、2004年（5位）
- 世界選手権 - 1998年（銀メダル）
- ワールドカップ - 2003年（銅メダル）
- ワールドグランドチャンピオンズカップ - 2001年（3位）
- ワールドリーグ - 2003年（準優勝）、2002年、2004年（3位）
- 欧州選手権 - 2001年（優勝）、1997年（準優勝）、1995年、1999年（3位）

クラブチーム優勝歴
- セリエA1 - 2000年
- コッパ・イタリア - 1996年
- イタリア・スーパーカップ - 1996年
- CEVカップ - 1994年、1996年
- 欧州スーパーカップ - 1996年
- トップチームズカップ - 1997年

## 所属クラブ
- ムラドスト・ザグレブ （1990-1991年）
- ヴォイヴォディナ・ノヴィサド （1991-1992年）
- ペトラルカ・パドヴァ （1992-1995年）
- クーネオVBC （1995-1997年）
- サンパウロ （1997-1998年）
- ローマ・バレー （1998-2001年）
- 堺ブレイザーズ（2001-2002年）
- PAOKテッサロニキ （2002-2003年）
- ディナモ・モスクワ （2003-2004年）
- トップ・ラティーナ （2004-2007年）
- フェネルバフチェSK （2007-2009年）